# ستاباندزا (فليكا كلادوشا)
ستاباندزا (السيريلية : Стабанџа) هي قرية في البوسنة والهرسك. وهي تقع في بلدية فليكا كلادوشا التابعة لكانتون يونا-سانا في اتحاد البوسنة والهرسك. طبقا لنتائج التعداد السكاني للبوسنة عام 2013، فقد كان عدد سكانها 972 نسمة.

## التركيبة السكانية

### التطور التاريخي للسكان
| 1961 | 1971 | 1981 | 1991 | 2013 |
| ---- | ---- | ---- | ---- | ---- |
| 593  | 750  | 868  | 941  | 972  |

## وصلات خارجية
- (بالإنجليزية) Maplandia